# Fayt-lez-Manage
Fayt-lez-Manage is een dorp in de Belgische provincie Henegouwen, en een deelgemeente van de Waalse gemeente Manage.

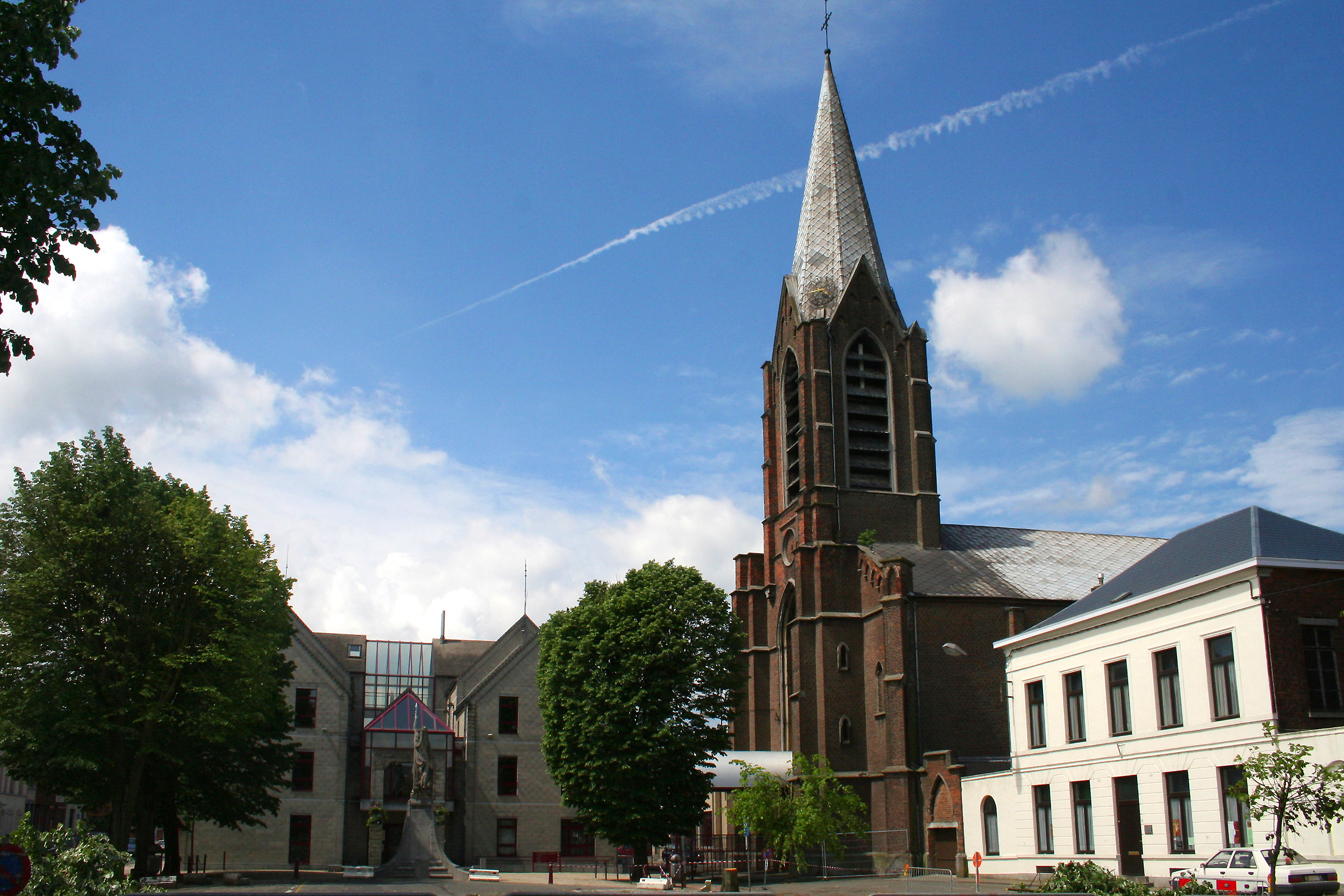
Place Albert 1er en de Église Saint-Gilles

## Geschiedenis
Op de Ferrariskaart uit de jaren 1770 is de plaats weergegeven als het dorp Fayt lés Marimont.
Op het eind van het ancien régime eind 18de eeuw, toen de gemeenten werden gecreëerd, werd Fayt een gemeente. De gemeente werd ook Fayt-lez-Seneffe genoemd, verwijzend naar de ligging nabij Seneffe.
In 1880 werd het naburige Manage als gemeente afgesplitst van de gemeente Seneffe, en een tijd later werd de naam van Fayt-lez-Seneffe dan ook gewijzigd naar Fayt-lez-Manage.
Fayt-lez-Manage was een zelfstandige gemeente, tot die bij de gemeentelijke herindeling van 1977 toegevoegd werd aan de gemeente Manage.

## Bezienswaardigheden
- De Sint-Gilliskerk (Église Saint-Gilles) is een neogotisch kerkgebouw van 1857.
- De Sint-Barbarakerk (Église Sainte-Barbe) is een neogotisch kerkgebouw van 1907, gebouwd voor de mijnwerkers en metaalarbeiders.
- Het Château de l'Escaille bestond al in 1600 maar werd vernield tijdens de Slag bij Seneffe (1674). Daarna werd het herbouwd. Na 1835 werden de grachten gedempt.

## Natuur en landschap
Fayt-lez-Manage is sterk verstedelijkt. De hoogte aan de kerk bedraagt 163 meter.

## Economie
In Fayt-lez-Manage ontstond een belangrijke metallurgische industrie. In 1821 werd in opdracht van François Dupont een complex van smederijen en walserijen gebouwd. Hier werden onder meer de rails voor de eerste spoorlijn van België geproduceerd.

## Demografische ontwikkeling
- Bronnen:NIS, Opm:1831 tot en met 1970=volkstellingen, 1976= inwoneraantal op 31 december

## Geboren in Fayt-lez-Manage
- Max Buset, minister van Staat

## Nabijgelegen kernen
Manage, La Louvière, La Hestre, Bellecourt